# Ekblad Glacier
Ekblad Glacier är en glaciär i Antarktis. Den ligger i Östantarktis. Nya Zeeland gör anspråk på området. Ekblad Glacier ligger 401 meter över havet.
Terrängen runt Ekblad Glacier är varierad. Trakten är obefolkad. Det finns inga samhällen i närheten.